# Februar 2007
Dogodki v februarju 2007.

## Arhivirane novice
| februar 2007 |
| - Union Olimpija je v zadnji tekmi prvega dela Evrolige premagala španski Joventut in se s tem izognila zadnjim trem mestom med vsemi moštvi tekmovanja, ki v primeru ponovitve slabega rezultata dve leti zapored pomenijo izpad iz Evrolige. (RTVSLO) - Mitja Gaspari v glasovanju Državnega zbora ni dobil dovolj glasov za drugi mandat na mestu guvernerja Banke Slovenije. Funkcijo bo opravljal le še do aprila, ko se mu izteče dosedanji mandat. (Finance) - V švedskem Åreju je bila ob 19h uradna otvoritev svetovnega prvenstva v alpskem smučanju. Tekmovalno se bo pričelo s sobotnim moškim superveleslalomom. (SiOL Sportal) - Norvežan Ole Einar Bjørndalen je na uvodni preizkušnji biatlonskega svetovnega prvenstva v italijanski Anterselvi osvojil zlato medaljo v šprintu, kar je že njegov osmi naslov. (RTVSLO) - Ole Einar Bjørndalen je tudi na drugi preizkušnji biatlonskega svetovnega prvenstva v italijanski Anterselvi osvojil zlato medaljo, tokrat na zasledovalni tekmi. (RTVSLO) - Nemška rokometna reprezentanca je v finalni tekmi premagala Poljsko ter postala svetovni prvak. - Eksplozija metana v rudniku na severovzhodu Kolumbije je zahtevala 32 življenj rudarjev. Trupla so že prepeljali na površje (RTV Slovenija). - Italijan Patrick Staudacher je presenetljiv zmagovalec superveleslaloma na svetovnem prvenstvu v alpskem smučanju, ki poteka v švedskem Åreju. (RTVSLO) - Švedinja Anja Pärson je z zmago na superveleslalomu svetovnega prvenstvu v alpskem smučanju, ki poteka v švedskem Åreju, obranila naslov izpred dveh let. (RTVSLO) - V sredo 7. februarja 2007 so Prešernovo nagrado na slavnostni prireditvi v Gallusovi dvorani Cankarjevega doma podelili igralcu Radku Poliču - Racu in skladatelju in pianistu Janezu Matičiču. (RTVSLO) - V Iraku blizu Bagdada je bil sestreljen ameriški helikopter CH-46 Sea Knight, že peti v treh tednih in petdeseti od začetka iraške vojne leta 2003. (RTVSLO) - Slovenska nogometna reprezentanca je v prijateljski tekmi premagala reprezentanco Estonije z 1:0, kar je bila za novega slovenskega selektorja, Matjaža Keka, prva tekma. Odločilni gol je dosegel Klemen Lavrič s strelom iz enajstmetrovke v prvem polčasu. (RTVSLO) - V Avstriji so razkrinkali mednarodno mrežo otroške pornografije, v kateri je sodelovalo 2.360 osumljencev iz 77 držav (RTV Slovenija). - Umrla je Anna Nicole Smith (39), razvpita ameriška manekenka in nekdanja Playboyeva zajčica. Vzrok smrti še ni pojasnjen. (Delo) - Švicar Daniel Albrecht je presenetljiv zmagovalec superkombinacije na svetovnem prvenstvu v alpskem smučanju, ki poteka v švedskem Åreju. (RTV Slovenija) - Iranski ajatola Ali Hamenej je napovedal, da se bo Iran na morebitni vojaški napad ZDA odzval z napadi na cilje ZDA po vsem svetu (RTV Slovenija). - Španska policija je razbila kriminalno združbo, ki je kradla po arheoloških najdiščih in preprodajala ukradene dragocenosti (RTV Slovenija). - Vodilni palestinski gibanji Hamas in Fatah sta na tako imenovanem vrhu sprave podpisali dogovor o razdelitvi ministrskih mest v vladi narodne enotnosti. (RTV Slovenija) - Slovenska košarkarska kluba Union Olimpija in Slovan sta se dogovorila, da bo do odločitve sodišča Miha Zupan igral za Olimpijo kot posojen igralec Slovana. (RTV Slovenija) - Švedinja Anja Pärson je zmagala tudi na drugi tekmi svetovnega prvenstva v alpskem smučanju, ki poteka v švedskem Åreju, v superkombinaciji. (RTV Slovenija) - Registracijska komisija KZS-ja je sporočila, da posoja Mihe Zupana iz Geoplina Slovana v Union Olimpijo po veljavnem pravilniku ni več mogoča, možen je le prestop. (RTV Slovenija) - Družba Polymer Vision bo sredi februarja v Barceloni predstavila prvo multimedijsko napravo s zložljivim LCD-zaslonom iz polimernega zvitka. (RTVSLO) - Ameriško mesto New York ima velike težave zaradi močnega sneženja, do nedelje pa naj bi bila po napovedih meteorologov snežna odeja debela kar dva metra in pol. (RTV Slovenija) - Slovenec Jernej Damjan je na tekmi skakalnega svetovnega pokala v nemškem Willingenu presenetljivo osvojil tretje mesto. Zmagal je Norvežan Anders Jacobsen. (RTV Slovenija) - Švedinja Anja Pärson je zmagala tudi na tretji tekmi svetovnega prvenstva v alpskem smučanju, ki poteka v švedskem Åreju, v smuku. Tako ima zmage na svetovnih prvenstvih prav v vseh petih disciplinah. (RTV Slovenija) - Norvežan Aksel Lund Svindal je zmagovalec smuka na svetovnem prvenstvu v alpskem smučanju, ki poteka v švedskem Åreju. (RTV Slovenija) - Na pogajanjih o severnokorejskem jedrskem programu so sprejeli osnutek sporazuma o postopni jedrski razorožitvi Severne Koreje (RTV Slovenija). - Avstrijka Nicole Hosp je zmagala na četrti tekmi svetovnega prvenstva v alpskem smučanju, ki poteka v švedskem Åreju, v veleslalomu. (RTV Slovenija) - Italija je na vrhu lestvice FIFE zamenjala Brazilijo, ki je bila pred tem na prvem mestu kar 55 mesecev. (RTV Slovenija) - Norvežan Aksel Lund Svindal je zmagovalec veleslaloma na svetovnem prvenstvu v alpskem smučanju, ki poteka v švedskem Åreju. (RTV Slovenija) - Čehinja Šarka Zahrobska je zmagovalka slaloma na svetovnem prvenstvu v alpskem smučanju, ki poteka v švedskem Åreju. (RTV Slovenija) - Umrl je francoski kolaborant Maurice Papon, odgovoren za deportacije več sto Judov v koncentracijska taborišča. (BBC News) - Z zmago Avstrije v ekipni tekmi se je končalo svetovno prvenstvo v alpskem smučanju v Åreju. Slovenska ekipa je zadnjo tekmo končala na 10. mestu in tako prehitela le ekipo ZDA. (SiOL Sportal) - Zdenka Čebašek Travnik je na položaju varuha človekovih pravic nasledila Matjaža Hanžka. (RTV SLO) - Novogoriško upravno sodišče je Tomislava Klokočovnika potrdilo za izolskega župana. Poražena kandidatka Breda Pečan je že napovedala pritožbo na ustavno sodišče. (RTV SLO) - Italijanski premier Romano Prodi je po senatni zavrnitvi podaljšanja mandata vojakom v Afganistanu in širjenja ameriškega oporišča v Vicenzi ponudil odstop. (RTV SLO) - Petra Majdič je osvojila srebrno medaljo v šprintu v klasični tehniki na Svetovnem prvenstvu v nordijskih disciplinah, ki poteka v Japonskem Saporu. To je prva slovenska medalja v smučarskem teku na velikih tekmovanjih. RTV Slovenija - Andrej Jerman je zmagovalec smuka za svetovni pokal v alpskem smučanju v nemškem Garmisch-Partenkirchnu. To je njegova prva zmaga v karieri, prva zmaga za Slovenijo v smuku v svetovnem pokalu in petdeseta zmaga slovenskih smučarjev v svetovnem pokalu. (RTV Slovenija) - Švicar Simon Ammann je zmagovalec tekme v smučarskih skokih na veliki skakalnici na Svetovnem prvenstvu v nordijskih disciplinah, ki poteka v Japonskem Saporu. (RTV Slovenija) - Andrej Jerman je osvojil drugo mesto na drugem smuku za svetovni pokal v alpskem smučanju v nemškem Garmisch-Partenkirchnu. (RTV Slovenija) - Švicar Roger Federer je na teniški lestvici ATP na prvem mestu že 161. teden zapored. S tem je izboljšal rekord Američana Jimmyja Connorsa, ki je kraljeval na teniški lestvici med letoma 1974 in 1977. (RTV Slovenija) - Meddržavno sodišče (ICJ) v Haagu je razsodilo, da Srbiji ni mogoče pripisati odgovornosti za genocid v Bosni in Hercegovini. (RTV SLO) - Štirje nekdanji poslanci LDS, Matej Lahovnik, Pavel Gantar, Alojz Posedel in Davorin Terčon, so v Državnem zboru ustanovili novo poslansko skupino. (RTV SLO) |